# Miagrammopes larundus
Miagrammopes larundus là một loài nhện trong họ Uloboridae.
Loài này thuộc chi Miagrammopes. Miagrammopes larundus được Arthur Merton Chickering miêu tả năm 1968.